# James Evans

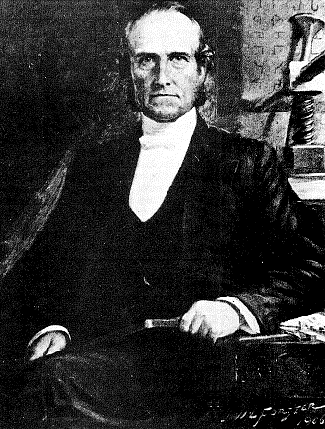
James Evans.

James Evans, född 1801, död 1846, var en brittisk missionär verksam i Kanada.
Evans verkade som wesleyanernas missionär bland indianerna i övre Kanada, särskilt bland Creeindianerna, för vilkas språk han uppfann en berömd stavelseskrift, som möjliggjorde bibelöversättningar. Evans räknas som metodisternas främste indianmissionär.